# 區嘉宏
區嘉宏，SBS，IDSM（1966年9月19日—），前香港政府主要官員，曾任入境事務處處長兼维护国家安全委员会成員。

## 簡歷
區嘉宏於聖若瑟英文中學畢業、1990年於嶺南學院畢業、民安隊隊員。
1990年加入人民入境事務處，任職助理入境事務主任。2015年任首席入境事務主任。2018年任入境事務處助理處長。2020年中華人民共和國國務院根據行政長官林鄭月娥提名，任命其接替原即屆齡退休改任政制及內地事務局局長的曾國衞出任入境事務處長。2023年9月18日，區嘉宏屆齡退休由副處長郭俊峯接任。

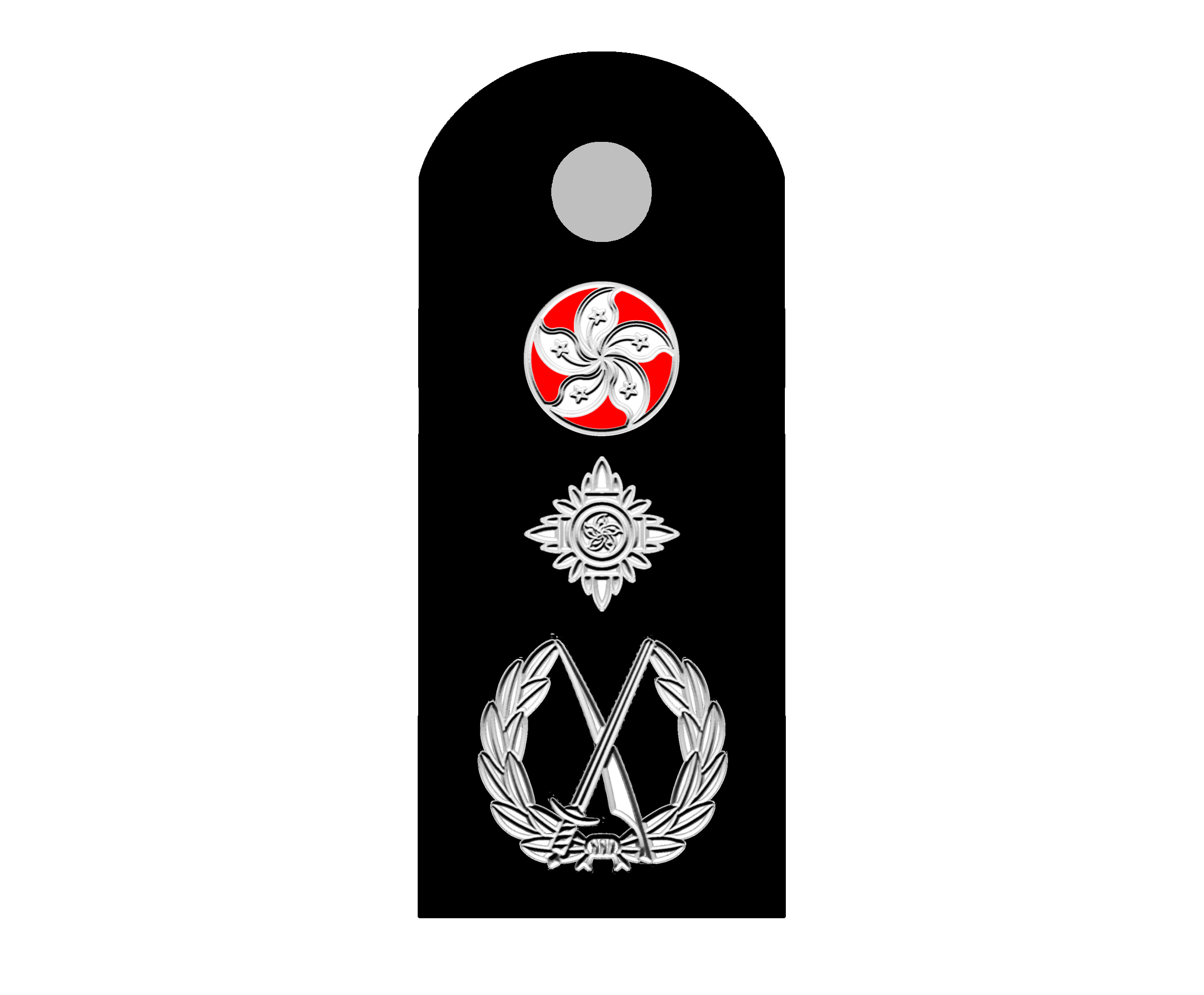
入境事務處處長肩章

## 事件

### 接受豪華款待及出席涉強姦飯局
2021年7月8日早上，《明報》報道入境處長區嘉宏、海關關長鄧以海於今年3月接受恒大集團管理層的豪華款待，在灣仔灣景中心3樓的私人會所「吉祥薈」內的高級中餐館「隨緣匯」出席晚宴，合共9人同枱舉行飯局，同日傳媒亦揭發保安局副局長區志光也有出席，不但違反當時不准超過4人同桌進餐的防疫限聚令，當晚的飯局更有人涉及強姦被拘捕，三名政府部門首長級人員更因為接受奢華款待而涉嫌觸犯防止《賄賂條例》的「公職人員行為不當罪」。特區政府一直沒有透露事件，直至傳媒在7月8日揭發罪行，區嘉宏於晚上僅以書面回覆，表示已繳交限聚令罰款，但否認涉及當晚發生的刑事案件，至於接受豪華款待及公職人員行為不當的問題則沒有回應。網上流傳在私人會所「隨緣匯」內的餐館「吉祥薈」，即使是火鍋也每位最少收費3380港元，食材包括澳洲野生花龍蝦刺身、原條菲律賓東星斑切片、加拿大空運象拔蚌刺身、鹿兒島A4和牛、本地蝴蝶蚌、美國牛小排、西班牙黑豚肉及內蒙古羔羊肉等。由於公務員接受企業邀請參與奢華款待涉及公職人員行為失當，尤其是未有作出事前申報及避嫌，傳媒因此向當時時任保安局局長李家超及警務處長鄧炳強查詢是否曾獲邀出席該晚宴，兩人否認有出席該晚宴，但沒有回應有否獲邀及是否曾出席同類型宴請。廉政公署執行處前總調查主任查錫我表示三名保安部門首長接受豪華宴請並有在場人士捲入強姦案，公務員事務局有責任主動調查事件。

### 參加逾百人生日派對及沒有使用「安心出行」記錄行踪
區嘉宏於2022年1月3日在變種病毒Omicron在香港社區快速傳播期間，未有配合特區政府嚴控群聚的要求，與多名特區政府的高級官員一起出席約170人參加的港區全國人大代表洪為民的逾百人生日派對，並且沒有依據政府的防疫指引，包括賓客進食以外時間除口罩、除口罩離檯交際唱歌，並且有多人涉嫌沒有使用「安心出行」便進入餐廳等等，其後有人確診新冠肺炎，區嘉宏更未能證明其有依法使用「安心出行」進入有關處所，被質疑沒有使用正版的「安心出行」手機程式，而在2021年11月有5名男女被指控在入境事務大樓使用假冒的「安心出行」手機程式，當中包括入境事務助理、入境處外判員工等，便遭到警方以涉嫌「行使虛假文書」罪名拘捕，入境處當時向傳媒表明「該處已即時拒絕有關人士進入大樓並報警處理。入境處當時強調十分重視員工的行為操守，如發現任何人員有違法或不當行為，該處一定會依法及按既定程序嚴肅處理，絕不姑息。」由於身為入境處處長的區嘉宏也涉嫌在進入餐廳時沒有使用正版的「安心出行」記錄行踪，有記者便向特首林鄭月娥查詢區嘉宏是否沒有使用「安心出行」程式，林鄭月娥未有正面回應。
1月7日中午，區嘉宏發出聲明稱當晚向朋友道賀後即離開，沒有入座用餐，但沒有回應自己有否使用「安心出行」，僅表示：「衷心向全港市民致歉，並深切反省，日後定必加倍警惕。」並會進入檢疫中心隔離21天。事後有傳媒引述消息人士指，區嘉宏已向政府當局確認當日沒有使用「安心出行」，其後區嘉宏終於承認自己沒有使用「安心出行」，卻辯稱自己站在場外便不須作出記錄。區嘉宏在2021年3月出席涉性侵晚宴事件曝光後曾經發表聲明稱「本人日後出席活動會加倍謹慎，務必確保符合規定 」，結果不足一年再次違規犯錯，學者區結成及蔡子強認為事件反映政府首長級官員沒有以身作則，在疫情期間出席不必要的聚眾活動，而這類鋪張的生日會揭露出官場「不正之風」，使特區政府聲譽嚴重受損，而區嘉宏更一年內兩度重挫執法部門的威信，對政府日後推行防疫措施帶來負面影響。

## 外部連結
- 入境事務處處長區嘉宏於香港政府一站通網頁的介紹 （页面存档备份，存于）

| 香港特別行政區政府职务 | 香港特別行政區政府职务                        | 香港特別行政區政府职务 |
| ---------------------- | --------------------------------------------- | ---------------------- |
| 前任者： 曾國衛        | 入境事務處處長 2020年7月2日至2023年9月18日    | 繼任者： 郭俊峯        |
| 前任： 羅振南          | 入境事務處副處長 2019年5月1日年至2020年7月2日 | 繼任： 陳天賜          |